# ユーパルケリア
ユーパルケリア (Euparkeria) は、前期三畳紀に出現した爬虫類。かつては恐竜の祖先と考えられていたが、後の研究ではやや遠縁の傍系とされるようになった。
全長は60cm〜1m。後肢が前肢より倍以上長く、尾が体重の半分近くもあったため、当時は二足歩行を行っていたと考えられていたが、後年の研究では常に四足歩行をしていた可能性が高いとされるようになった。